# In His Own Write
In His Own Write (с англ. — «Написано им самим», в переводе Алексея Курбановского озаглавлен «Пишу как пишется») — первая книга Джона Леннона, вышедшая в 1964 году в издательстве Simon & Schuster в Нью-Йорке.
Для промоушна книги Леннон принял участие в программе новостей Би-би-си «Tonight». Там он дал четырёхминутное интервью журналисту Кеннету Олсопу; кроме того, Олсоп, ведущий Клифф Мичелмор, а также актёр, журналист и телеведущий Дерек Харт прочитали отрывки из книги.

## О книге
Эта книга, как и следующая, A Spaniard In The Works, представляет собой абсурдистские стихи, рассказы и пародии, для которых характерны игра слов, каламбуры и чёрный юмор. В качестве объектов пародий выступали самые разные жанры — от социологического опроса на тему телевидения (The Fingletoad Resort of Teddiviscious) и письма восторженной поклонницы (A Letter) до романа «Остров сокровищ» (Treasure Ivan) и серии книг Энид Блайтон о «Великолепной пятёрке» (The Famous Five through Woenow Abbey). В стихотворении I Wandered содержатся отсылки к началу стихотворения Уильяма Вордсворта I Wandered Lonely As A Cloud, а сценка At The Denis представляет собой юмористический парафраз сценки у зубного врача в учебнике Карло Бароне A Manual of Conversation English-Italian. В рассказе You Might Well Arsk содержатся каламбуры на имена тогдашних британских и иностранных политических деятелей — французского президента Де Голля (Prevelant ze Gaute), доктора Конрада Аденауэра (Docker Adenoid), Гарольда Макмиллана (Harrassed MacMillion) и других. 
Предисловие к книге написал Пол Маккартни, он же является соавтором одного из рассказов — On Safairy with Whide Hunter (название — отсылка к приключенческому сериалу White Hunter, 1957).

Имя и фамилия ещё одного из друзей Леннона — Айвена Воэна — обыгрываются в пародии на «Остров сокровищ» («Treasure Ivan») и стихотворении I Remember Arnold («…son of Mr. Vaughan»). 

Что касается литературной манеры, то, насколько известно, Леннон интересовался творчеством Льюиса Кэрролла, а на его юмор оказали влияние ирландский комик и писатель Спайк Миллиган (в том числе его радиопрограмма The Goon Show, о которой он впоследствии отзывался как о «единственном доказательстве того, что весь мир безумен») и британский комик «Профессор» Стэнли Анвин (1911—2002), создатель собственного «анвинского языка».
Основная часть представленного в книге — новый материал, хотя некоторые из работ были написаны Ленноном ранее, как, например, рассказы On Safairy with Whide Hunter (1958), Henry and Harry (1959), Liddypool (1961, под названием Around And About), No Flies on Frank (1962) и Randolf’s Party (1962), а также стихотворение I Remember Arnold (1958), сочиненное Джоном Ленноном после смерти его матери, Джулии.
Иллюстрировал книги сам автор. По его словам, с восьми лет он пытался рисовать в манере британского карикатуриста Рональда Сирла (1920—2011), а позже стал копировать стиль американского автора газетных комиксов Джеймса Тербера.
Фотография автора на обложке была сделана фотографом Робертом Фрименом, ранее сделавшим фотографии для обложек альбомов With The Beatles, Beatles For Sale, Help! и Rubber Soul.

## Пьеса
На основе первой и последующей книг Джона Леннона им совместно с драматургом Адриенном Кеннеди (именно ему принадлежала идея написания пьесы) и актёром и писателем Виктором Спинетти была написана пьеса In His Own Write (Спинетти был также её постановщиком). Впервые она была поставлена 18 июня 1968 года в лондонском театре «Олд Вик». На премьере, помимо самого Леннона, присутствовали также Джордж и Патти Харрисон, Ринго Старр и его жена Морин. Пол Маккартни на премьеру не пришёл, посетив вместо этого спектакль, главную роль в котором играла его тогдашняя невеста Джейн Эшер.
В 2015 году актёр и режиссёр Джонатан Глу сделал постановку для трёх актёров (в ней приняли участие он сам, а также актёры Кэсси Валанс и Питер Колфилд), которая была показана в рамках театрального фестиваля Edinburgh Festival Fringe.

## Русские переводы
В 1983 году в журнале «Иностранная литература» были опубликованы переводы некоторых стихов и рассказов из книги — The Wrestling Dog («Пёс-борец»), Randolf’s Party («Праздник у Рэндольфа»), Henry and Harry («Генри и Гарри»), A Surprise for Little Bobby («Сюрприз для Бобби»), I Sat Belonely («Под дубом грустно»), Good Dog Nigel («Милый пёсик Найджел») и The Moldy Moldy Man («Скромный»), а также предисловия; название же книги было переведено как «Пишу как хочу». Переводы были выполнены Владимиром Бошняком и Марком Стефанским.
Перевод «Пёс-борец» был перепечатан в специальном выпуске журнала «Студенческий меридиан», посвящённом творчеству The Beatles.
Первый полный перевод книги, под названием «Пишу как пишется», был осуществлён Алексеем Курбановским.